# Лучиновка (Нижегородская область)
Лучиновка — деревня в составе Капустихинского сельсовета в Воскресенском районе Нижегородской области.

## География
Находится в правобережье Ветлуги на расстоянии примерно 2 километра по прямой на север-северо-запад от районного центра поселка  Воскресенское.

## История
Деревня упоминается с 1646 года, когда в ней было отмечено 9 дворов, название связано с местным промыслом по заготовке смоляной лучины. В 1771 году в деревне учтено 20 дворов, в 1795 – 23 двора и 127 жителей (помещик П.А.Собакин). В 1859 году 26 дворов и 122 жителя. В канун отмены крепостной зависимости принадлежала А.Н.Немчиновой. В 1911 году 30 дворов и 436 жителей. Деревня была частично старообрядческой, частично православной. Входила в Макарьевский уезд Нижегородской губернии. В 1925 году учтен был 171 житель. В советское время работал колхоз «Красный луч».

## Население
Постоянное население  составляло 44 человека (русские 100%) в 2002 году, 28 в 2010 .